# Glen Edward Rogers
Glen Edward Rogers (ur. 15 lipca 1962 w Hamilton, zm. 15 maja 2025 w Raiford) – amerykański seryjny morderca, zwany The Casanova Killer (ten sam pseudonim nosił inny seryjny morderca, Paul John Knowles). W latach 1993–1995 zamordował 5 osób, choć sam przyznał się do 70 zabójstw.
Rogers był poszukiwany przez policję w Ohio w związku z morderstwem 71-letniego Marka Petersa w październiku 1993 r. Od tamtej pory ukrywał się na terenie Florydy, Kalifornii, Missisipi i Luizjany. W każdym z tych stanów zamordował 1 kobietę. Na swoje ofiary wybierał kobiety w okolicach 30 lat i o rudych włosach. Zwabiał je do samochodu lub motelu, gdzie zabijał dusząc lub dźgając nożem.
Rogers został zatrzymany 13 listopada 1995 r. w stanie Kentucky. Został ostatecznie skazany za morderstwo Tiny Cribbs w Tampie i Sandry Gallagher w Los Angeles. W obu przypadkach został skazany na karę śmierci przez wstrzyknięcie trucizny. Wyrok wykonano 15 maja 2025 r.
Ofiary:
1. Październik 1993: Mark Peters, 72 lata
2. 28 września 1995: Sandra Gallagher, 33 lata
3. 30 października 1995: Linda Price, 34 lata
4. 5 listopada 1995: Tina Cribbs, 34 lata
5. 9 listopada 1995: Andy Jiles Sutton, 37 lat